# ジュリア・チャン
ジュリア・チャン（Julia Chang）は、バンダイナムコエンターテインメント（旧ナムコ）の対戦型格闘ゲーム『鉄拳』シリーズに登場する架空の人物。
| 『鉄拳3』                       | （以降、『3』）        |
| 『鉄拳タッグトーナメント』      | （以降、『TT』）       |
| 『鉄拳4』                       | （以降、『4』）        |
| 『鉄拳5』                       | （以降、『5』）        |
| 『鉄拳 DARK RESURRECTION』      | （以降、『DR』）       |
| 『鉄拳6』                       | （以降、『6』）        |
| 『鉄拳タッグトーナメント2』     | （以降、『TT2』）      |
| 『ストリートファイター X 鉄拳』 | （以降、『ストクロ』） |
| 『鉄拳7』                       | （以降、『7』）        |

## 概要
『3』で初登場した女性キャラクター。ネイティブ・アメリカンである。
『2』まで現役だったミシェール・チャンに代わって登場し、以降、レギュラーの座を引き継いだ。『ストクロ』製作時の鉄拳チームによれば「『2』から『3』の間で19年の年月が流れ、そのままミシェールを出すのはきついだろうという事で、彼女の流れを汲む新キャラクターとしてジュリアが生まれた」と云う。
幼い頃、インディオの古代遺跡の前に捨てられていた所をミシェールに拾われ、娘同様に愛されながら育てられた。義母であるミシェールの影響を強く受けていて、自然を愛する心や格闘スタイルを彼女から継承している。
初登場の『鉄拳3』のエンディングではミシェールとの会話シーンが存在するため、エンディング内で喋った鉄拳シリーズ初のプレイヤーキャラクターとなっている。
家庭用『7』では、ダウンロードコンテンツ第8弾のプレイアブルキャラクターとして参戦するが、他のDLCキャラクター（エリザを除く）と同様にゲーム本編へのストーリー追加はない。後日、アーケード用『鉄拳7 FATED RETRIBUTION ROUND2』（以下『7FRR2』）に参戦した。

## 基本設定

### 容姿
『3』の頃は少女の面影がある容姿だったが、『4』では美しい大人の女性へ成長した。成長後の美貌は『ストクロ』にて、バルログに敗北時「花が美しければ美しいほど、その散りゆく様は美しい」と比喩されている。

### 能力
自分が育った土地を愛しているジュリアは、「この地を守るためには強くあるべき」とのミシェールの教えから、中国拳法やプロレス技など、彼女の技を受け継いでいる。
的確な判断で不利な状況を覆す事が出来る。『ストクロ』では、春麗に勝利時は「攻撃が鋭角過ぎて、簡単に見切れる」、キャミィに勝利時は「予測の範囲内、理詰めの攻撃ほど避けやすいものはない」と語る。ロレントに敗北時は「参謀の適正あり、貴重な人材だ」や豪鬼に敗北時は「犀利なり」と評価を下され、レイヴンに敗北時は「高度な知性と類まれな運動能力、勧誘候補として本部に連絡しておくべきか」と悩まれ、アリサ・ボスコノビッチに敗北時は「行動パターンが読まれるなんて、戦術最適化プログラムを実行します」と言われる。
女性の身でありながら類稀なパワーの持ち主であり、『ストクロ』の発売前トレーラーEPISODE 3では、ルーファスが入って転がってきた樽を鉄山靠で一撃で破壊している。その力強さから、リュウに敗北時は「力強い拳を持っている」、ケン・マスターズに敗北時は「見た目以上のパワーがある」、ポイズンに敗北時は「大人しそうな顔してけっこうやるじゃないか、気に入った」、大男であるヒューゴーに敗北時は「ちょっとパワーがある」、いぶきに敗北時は「すごい力あったなぁ」、ザンギエフに敗北時は「鍛えられた良い筋肉だ、戦士としてお前を認めよう!」、ガイに敗北時は「そなたの拳はとても力強い」、コーディからは「けっこう豪快じゃねぇか」、ダッドリーに敗北時は「いい腕前だ」と評価された。また春日野さくらに敗北時は「やっぱり自分の身体の使い方はまだまだだなぁ、全身から力を出さないと」やラース・アレクサンダーソンに敗北時は「パワーファイターだったとは、相手を見た目で判断するのは危険だな」と反省されている。しかし、他者から力持ちと見られるのをあまり快く思っていない節があり、ポール・フェニックスに勝利時は「馬鹿力なんて失礼ね」と憤慨している。

### 性格
体育会系揃いな鉄拳キャラクターの中で、知的なイメージを漂わせたクールな性格で、『ストクロ』で凌 暁雨に敗北時は「いつかそういう女の人になりたいな」と憧れられている。『6』のシナリオキャンペーンモード（以下SCM）のサウスベイ ストレージエリアで、ミゲル・カバジェロ・ロホに対面した際には、彼の組織を三島財閥に比べて「随分と小規模ね、どうせすぐ無くなる組織なのだし」と率直に事実を指摘した。
争い事を好まない性格で、『6』のSCMで馮 威と対面時「私は別に戦いに来たわけでは…」と戦う事を躊躇している。『ストクロ』ではダルシムに敗北時、争いを望まない彼から「そなたの想い、しかと受け止めた」と好意的な対応をされる。しかし『5』では、前回大会で研究ディスクを取り返せなかった焦りもあり、ストーリーモードで研究ディスクを持っていると目される三島 仁八に相対した際には、自分から積極的に戦いを始めていた。
精霊を信仰しており、『5』、『6』では目を閉じて「精霊よ 私に力を…」と精霊へ祈りを捧げる戦闘前演出がある。『5』、『6』、『7』では、「精霊よ 感謝します」と片膝をついて無事に勝利した事を、精霊に感謝する勝利演出がある。
身嗜みには気を遣っており、『ストクロ』では囚人服で出歩くコーディを「だらしのない格好ね、少しは恥ずかしいと思わないの?」とたしなめる程。 
TPOに応じて言動を使い分けており、『6』のSCMのヴァイオレットシステムズでは、李 超狼（リー・チャオラン）の事を変人と思っていても、本人の前ではなくアリサ・ボスコノビッチに漏らすだけに留めている。またアリサがリー本人を前にして「変わった方」だと発言した際には、「面と向かってなんて事言うの 失礼でしょう」と叱った。
過去の出来事はあまり引き摺らない性質で、『6』のSCMの三島本家で三島 平八に相対した際、自分の事を覚えていなかった彼に怒るどころか「とても仔細な出来事だったのでしょうから、無理に思い出さなくて結構よ」と言った。　
想定外の出来事にはあまり強くなく、『6』のSCMの地下秘密通路で、光学迷彩を解除しいきなり出現したレイヴンに驚き悲鳴を上げている。

### 知識
義母ミシェールと一緒にいた頃や大学では考古学を研究していただけあり、闘神関連の出来事に敏感に反応する。『6』のSCMのアザゼル神殿 -中央列柱廊-を訪れた際には「この遺跡…似ている…」と呟いて、『3』の古代遺跡と記憶を結びつけ、アザゼルを目の当たりにした際には「なっ…これはまさか…闘神!?」と取り乱している。『ストクロ』でオーガに勝利時は「昔聞いた先住民の伝説にある生物戦闘兵器?」とその存在に強い関心を示した。
拳士としての知識も持ち合わせており、『6』のSCMの客家土楼で王 椋雷の姿をひと目見た瞬間に、彼の名前を言い当て、「お手合わせ願います」と丁寧な応対をしている。

### 部族
公式的にジュリアと母親のミシェールはアリゾナ出身で、彼女達の属する部族は何千人とおり、決して曖昧でない事は地理的背景により強調されている。

## ジェイシー
『鉄拳タッグトーナメント2』が初出の全てが謎に包まれた覆面女子レスラー。その正体は、負傷した幼馴染のプロレスラー「ジェイシー」に代わって試合に出場する事になった、自然を愛する格闘家ジュリア・チャンである。マスクを着用した事で、普段のジュリアより大胆な一面を見せており、決めポーズなどをノリノリで決めているが、実際は嫌々やっている。
『TT2』のプロデューサー原田勝弘によれば、ジュリアは使用率は上位なのだがプレイヤーから「ああしてほしい、こうしてほしい」というフィードバックが極端に少なく、強さ以外のものがあまり求められていない傾向があり、女性キャラの中では「話題性が必要なキャラクター」の筆頭だったと云う。このままでは人気がじりじり落ちていってしまうかもしれないと危惧した結果、プレイヤーにもう一度振り向いてもらう為、女子プロレスラーへ転向を果たした。
『TT2』では、カスタマイズ機能を用いれば名前をジュリアに、格好も完全ではないが近付ける事が出来る。

## 登場キャラクターとの関係

### 家族
ミシェール・チャン
血は繋がっていないが、親子である。『TT』では、ミシェールが『2』の姿のまま、『3』ではかなわなかった親子タッグを実現した。『TT2』では年齢を経ても若々しい姿で登場し、彼女のEDではジェイシーのマスクを被ってポージングしている所を、ジュリアに見つかり、彼女の提案で漆黒のコスチュームを纏った覆面女子レスラーとしてデビューする。

### 知人・友人
花郎（ファラン）
李 超狼（リー・チャオラン）

### G社の関係者
アンナ・ウィリアムズ
『6』のSCMにおけるG社ミレニアムタワーで相対した際、アンナは、ジュリアを小娘扱いし、そんなジュリアに倒されたブルースも情けないと罵倒する。これにジュリアは、アンナをおばさん呼びして、ブルースと同じ運命を辿ると言い返す。アンナは激昂し「許さない…ズタズタに切り裂いてやるわ!」と襲いかかる。
『6』のG社ミレニアムタワー ヘリポートで相対した際、一度撃退されたにもかかわらず再び姿を現したアンナを見て、ジュリアは「まだ生きていたの?しぶといわね」と言うと、アンナは「おだまり!あんただけは絶対に生かしておかないわ!」と怒りを隠さず戦いとなる。
ブライアン・フューリー
『6』のSCMにおける南部大森林エリアで相対した際、武装組織を率いて、森の中に建つ不気味な洋館を占拠したブライアンに「G社に対する復讐でもするつもり?」と問うジュリアに対し、彼は武装組織の連中はそのつもりだが自分には関係ないと話す。ブライアンの狙いは、彼らをエサにしてジュリア達のような活きの良い獲物を引っかかる事であり、戦闘となる。
ブルース・アーヴィン
『6』のSCMにおけるGセキュリティサービス 作戦司令本部で相対した際、ジュリアは、三島 一八直属であるブルースがいる事に驚く。ブルースも、ジュリアが三島財閥の反乱軍に合流していた事に驚くが、ジュリアは自分がG社に忠誠を誓っていない事を話し、G社はいずれ自分を抹殺して研究成果を手に入れるつもりだろうと聞く。ブルースは答えをはぐらかし、戦いを仕掛けてきた。
三島 一八
『6』のG社ミレニアムタワー ヘリポートで相対した際、ジュリアは一八に止めに来た事を話すが、彼は自分を世界に選ばれた者でジュリアの事は研究者風情と見下す。そんな一八をジュリアは、「力ですべてを奪ってきたくせに勘違いも甚だしいわね」と断じる。
『ストクロ』で一八に勝利時は「あなたには相応の罰が必要だわ」と観念するように言い放つ。
『7』では、一八がデビルかもしれないというニュースを聞き、クラウドファンディングの知名度を上げる為、彼の行方を追う。

### 苦手としている人物
巌竜
『5』の厳竜のストーリーモードによれば、「The King of Iron Fist Tournament 4」に出場したジュリアの姿が、昔厳竜を振った義母のミシェールにそっくりな事から、ジュリアは一目惚れされてしまう。以降はジュリアが自然再生研究プログラムを手に入れようとしているのを知り協力しようとしてくる。厳竜のストーリーモードではジュリアは敗北する展開で、回復体位で倒れ気絶してしまう。エンディングでは、厳竜により、ジュリアは夜の埠頭に呼び出されると、そこで研究ディスクを渡されるが、プロポーズを言われる前に姿を眩ませた。
『6』では、厳竜が偶然手に入れた研究ディスクで研究を完成させるが、プロポーズはやはり聞かずに立ち去っている。SCMの荒波部屋では、ちゃんこ屋という名前を聞いただけで悪寒を感じ、すぐに厳竜の事だと思い当たったジュリアは、厳竜と対面した際には、婚約指輪を受け取るよう迫られ「勝手に一人で盛り上がっているところ申し訳ないんだけど…」と訂正を試みる。しかし、厳竜は何を思ったのか自分の懐事情が苦しいのを考慮してくれたと勘違いし、さしものジュリアも「何変な想像を…」と慌てる。そして厳竜は結婚指輪を何が何でも受け取らせようと力づくで迫りくるのだった。
『7』では、ふと目にしたネット配信動画でジュリアがクラウドファンディングを行っている事を知り、支援しようとして焦った結果、ちゃんこ屋の売上を全額つぎ込んでしまう。その金額を補填する策として、ジュリアと同じようにストリーマー業を始め、彼女の眼鏡や決めポーズを真似するなど愚行を重ねるが、後日その動画を見たジュリアに冷たい視線を送られる。
得意技は、ジュリアハグ。『5』、『6』、『TT2』、『7』に登場する、この技は相手がジュリアに対してのみ使用可能で、気合溜め（RPLP+RKLK）中にRPLKで発動する。発動後、画面端であろうとジュリア目掛けて猛ダッシュし、相撲の構えで彼女に抱き着いて厳竜の体力が僅かながら回復する。そしてジュリアに悲鳴を上げられ、振りほどかれる。抱き着かれた時にジュリア側がLPを押すと、反撃としてビンタを繰り出す事が出来る。

## キャラクター性能
流派は、義母ミシェールから2代受け継いだ打撃主体の中国拳法で、電光石火の連打、突進を得意としている。彼女と同じく豊富な中・下段技を持ち、択の多い連続技やディレイをかけた上下の揺さぶりを特徴とする。

## 技解説

### 固有技
虎身肘（こしんちゅう）
左足で大きく踏み込みつつ、中腰で左膝を叩き込む。突進力があり発生の早い中段技。
虎身連攻（こしんれんこう）
虎身肘からの派生技で、膝を放った直後から右足を大きく上げてキックする。
背面取り（はいめんどり）
右パンチがヒットした瞬間に、相手の背後へ回り込む。
後掃穿弓腿（こうそうせんきゅうたい）
しゃがみながら右キックを放ち、そのまま飛び上がって左キックを放つ。技の発生速度が早く、下段攻撃始動である為、ガードされづらい。
瞬歩
屈みながら、小ジャンプしつつ左足で前方に踏み込む特殊移動。
箭疾歩（せんしっぽ）
左足で前方に大きく踏み込みつつ左拳を突き出す。
リーチが非常に長く発生速度が早い、また大きなモーションから攻撃するがガードされても反撃されない。
大纒崩捶（だいてんほうすい）
しゃがみながら右パンチを放ち、続けざま左手で相手を打ち上げる。
連続ヒットする中段の浮かし技でその後のコンボを含めれば、ジュリアの浮かし技の中では最大級のダメージを与えられる可能性を秘める。
双起脚（そうききゃく）
飛び上がりながら右足を上に大きく開脚し、続けて左足も上に大きく開脚蹴りをする。
ジャンプステータスを持っており、リーチも長い。
驚天衝腿（きょうてんしょうたい）
右足で踏み込んだ後、左足で思いっきり蹴り上げる。
リーチの長い浮かし技で、ガードされても蹴りの先端部分がヒットした場合は反撃を受けない。

### 投げ技
マッドアックス
相手の顔面を右手をはたき上げて、そのまま後頭部に右手を振り下ろし、最後に右手で水平チョップを叩き込み相手を吹き飛ばす・
ダメージが高く、非常に発生が早い投げ技で、投げ抜けコマンドがLP+RPな為投げ抜けされにくい性質を持つ。

## 劇中の活躍
各作品のエンディングは基本的にパラレルとなっていて、一部を除き設定などは次作に引き継がれない。

### 『鉄拳3』
ジュリア18歳の春、世界有数の格闘家失踪事件に関わっているとされる「闘神」を動かす力が何であるかを知るため、ミシェール・チャンが三島 平八のいる日本へ向かったが、何日経っても帰ってこない。彼女の身に何か起こったのではないか？と考えたジュリアは、平八を疑って彼の跡を追い始めた。
エンディングでは、ジュリアは「闘神」を倒し、ミシェール・チャンの名を叫びながら遺跡を駆け回る。遂に見つけたミシェールはバランスを崩し倒れかけるが、ジュリアはこれを急いで駆け寄り支える。ジュリアに介抱されながら、ミシェールは彼女に託したペンダントこそ闘神をコントロールするための鍵だった事と全てを三島 平八が仕組んだ事だったと打ち明ける。これを聞きジュリアは「平八を許さない!」と怒るが、ミシェールは「憎しみは何も生み出さない。拳法をあなたに教えたのは母なる大地を守るため」と彼女を窘めた。自分を恥じ顔を伏せるジュリア、そんな彼女に手を差し出し一緒にアリゾナの大地に帰ろうと、ミシェールは促した。故郷へ戻り、断崖絶壁から空を一望するジュリアの眼前には、空をオレンジに染めた美しい夕焼けが広がっていた。

### 『鉄拳タッグトーナメント』
故郷にミシェール・チャンと共に帰還したジュリアは、草の生い茂る大地へ一緒に腰を下ろし、談笑しながら夕日を見つめていた。大きく伸びをしたジュリアは笑顔だった。

### 『鉄拳4』
大学へ進学し考古学を学んでいたジュリアだが、激変する現在の地球環境の中、故郷が数年後に砂漠に飲み込まれる運命にある事を知る。彼女は故郷を救いたい一心で、地球環境に関する研究に取り組むようになり、大学にて T教授の研究室にて学ぶ。教授の研究チームは世界最高峰で、森林再生のメカニズムを遺伝子工学面から探求していた。チームの研究資金はG社によりほぼ全額出資され、データの蓄積されたG社最高機密研究所のコンピュータを利用し、研究が行われていた。ジュリアは、地球環境再生の研究が完成して、故郷が救われる日を心待ちにしながら、日々大学での研究に余念がなかったが、ある日、T教授から研究が当分凍結されるという話を聞かされる。三島財閥の襲撃により、G社最高機密研究所から全てのデータが奪われてしまったのだという。ジュリアはG社が行っていた極秘の研究のことは知らず、興味もなかったが、あと数年で砂漠化してしまう故郷を守るためには、三島財閥からデータを取り返す必要があった。ジュリアは、研究データを強奪した三島財閥について情報収集するべく、ネットサーフィンしていると、「The king of iron fist tournament 4」の告知を見つけ、目を輝かせた。
エンディングでは、ジュリアは見事に大会で優勝し三島財閥総帥の座を得て、研究データの奪還はおろか、G社と並んで世界最高峰の技術力を持つ三島研究所の情報全てを掌握する。ジュリアの望みは叶うかに見えたが、彼女は思いがけない事実に気付いてしまう。森林再生プログラム『GENOCELL』の正体は（デビル-人間）統合プログラムだった。そこに現れたDr.アベルはジュリアへ、悪性が強く人間の細胞を侵食し崩壊させてしまうデビル細胞が、『GENOCELL』の抑制効果により、人間の細胞と統合を果たせると説明する。これを素晴らしい事だから一緒に研究しようと誘うDr.アベルに、ジュリアは「人を滅ぼす研究よ!」と言い放ち、すぐさま『GENOCELL』を全消去しようとする。Dr.アベルは銃を向けながら「消してしまえば、森林再生の夢も水泡に帰す」と脅し、ジュリアは一瞬眼を泳がし手を止めた。Dr.アベルは「人の未来も消えてしまう」と畳み掛けるが、ジュリアは今度こそ向き直り「そんな恐ろしい未来、人の未来じゃないわ!」とDr.アベルを完全に否定し、消去を行った。怒りに駆られたDr.アベルは発砲するが、ジュリアは側宙で躱し、その場を後にした。朝日が昇り始めた、故郷の山の上で祈りを捧げるジュリアは「必ず森を戻してみせるわ」と誓うのだった。

### 『鉄拳5』
ジュリアは前回大会で研究データを取り戻すことが出来ず、失意の内に本国へ戻り再び新たな方向性を模索し始めるが、研究が行き詰まる度に、奪われたデータの事が頭をよぎるのだった。そんな折、『Dear Julia』と記され異国の文字で綴られた謎の手紙と、「The King of Iron Fist Tournament 5」開催告知が届く。森林再生の望みを賭け、再び大会への参加を決意する。
トーナメントで、巌竜と相対したジュリア。厳竜はジュリアと戦うことに踏ん切りを付けられず、独り言を捲し立てており、一方のジュリアは中々試合が始まらない事に、徐々に苛立ちを募らせていた。痺れを切らしたジュリアは、丁度独り言を打ち切りかけた厳竜へ、恐る恐る「そろそろ初めていいかしら?」と聞いてみた。厳竜はこれに二つ返事で返して構えを取り、ジュリアは呆れながらも「助かるわ」と礼を言った。
ジュリアは勝負には勝ったが、目の前で厳竜がいじけ始めてしまった。「私、急いでるから」と一応断りを入れ、ジュリアは足早にその場を去った。
三島仁八と相対したジュリアは、怪物のような姿の彼に一切恐れず、今すぐ『森林再生プログラム』を渡すよう要求。仁八は「何のことだ 失せろ!」と怒鳴るが、ジュリアは「力ずくでも 奪ってみせる」と戦いの構えを取った。
何とか仁八を倒し、砂となって消えた彼の残骸から眼を手で守るジュリアは、ふと視線を落とすと、仁八がつい先程までいた場所に研究ディスクを見つけた。ディスクを愛おしそうに両手で包み込むと、その場を去るのだった。
『森林再生プログラム』を取り戻したジュリアは、アリゾナに研究施設を建設すると、そこで森林再生研究に全霊を傾けた。しかし、砂漠化の進む土地で育つ植物の開発は困難を極め、彼女の研究は失敗の連続だった。柔らかな木漏れ日が降り注ぐ森で、目を細めながらも嬉しそうなジュリアは、蒼い小鳥などと戯れながら森林浴をしていた。しかし、これは夢で、現実のジュリアはいつの間にかデスクの上で突っ伏して眠りに落ちていたのだった。大きく伸びをした後、何気なく別室を訪れると、そこにはカプセルの中で土の入ったシャーレ上に、確かに植物のふたばが芽吹いていた。目を輝かせ愛おしそうに、ジュリアがカプセルを抱きかかえると、彼女が豊かな自然が生い茂る森に囲まれたイメージ映像が流れ、研究の成功を暗示した終わり方で幕を閉じる。

### 『鉄拳6』
偶然にも『森林再生プログラム』の研究データが収められたディスクを入手した厳竜から、ディスクを手渡されたジュリアは、彼のプロポーズは聞かなかった事にしてその場を去り、遂に森林再生研究を完成させた。そして森林再生計画の実施に協力してくれるという人物に会う為、故郷のアリゾナに向かった。現地でジュリアを待っていたのは、精霊の声を聞くことが出来るというアリゾナの大地主の老婆で、彼女の申し出により、森林再生計画は実行に移されることとなった。しかし別れ際、ジュリアは老婆から『風間仁と三島一八を戦わせてはいけない。もしこの二人が戦うようなことがあれば、地獄から悪魔が蘇るだろう』との不吉な予言を伝えられる。彼女の話に半信半疑のジュリアであったが、帰りの機内で三島財閥主催によるThe King of Iron Fist Tournament 6が開催されることを知り、予言が一気に現実味を帯びてきたことを受けて、自ら大会に参加することを決意するのだった。
エンディングでは、命綱なしの素手によるロッククライミングを行う。途中岩が崩れ、落下しかけるが、見事に登頂を成功させ、眼下に果てしなく広がる森林に「素晴らしいわ…」と息を呑むのだった。

### 『鉄拳タッグトーナメント2』
エンディングで、ジェイシーとして、キングと戦い、勝利したジュリアは控室に戻り、マスクを脱ぐと、それを見つめながら回想を始める。時間は遡り9月14日、自宅のデスクトップパソコンで作業中、慌しい様子で現れた友人の剣幕に押され、病院へと連れて行かれる。そこには、ブルース・アーヴィンの起こした交通事故に巻き込まれ、ベッドに横たわるジェイシーの姿があった。友人から今日開催予定の試合のビラを見せられ、時計を確認すれば、開始時間のPM7:00までおおよそ一時間しかない。ジェイシーの負傷した右足の状態も鑑みて、これでは試合に出られないと判断するが、友人からジェイシーのマスクを手渡され、代役をするよう頼まれる。ジュリアは「無理よ…出来ないわ」と首を横に振り続けるが、友人はそれでも「ジュリアなら出来る。ファンが待っている」と食い下がる。とうとうジュリアは根負けしてしまい、ジェイシーになる事を了承した。そして現在、マスクをつけ直しジェイシーに再び戻ったジュリアは、マスクの付け心地を確かめると、控室を後にした。

### 『ストリートファイター X 鉄拳』
環境保護団体の知人より南国に落下した隕石とその中から現れた謎の『箱』の話を聞いたジュリアは、未知の力を秘めた『箱』の悪用を防ぐために南極へ向かう事を決意した。しかし今や、各国のエージェントや研究所に加え、三島財閥とシャドルーまで狙っている『箱』に自分一人では近付くのは困難だと知る。そんな時、地元の新聞に目を通したジュリアは、伝説の脱獄囚を逮捕した、有名バウンティ・ハンターのボブの活躍に心を惹かれる。ジュリアはボブに協力を要請し、それを彼はあっさり引き受けてしまった。ボブが本当に三島財閥やシャドルーの危険性を理解しているのか、内心不安になりながらも、ジュリアは彼へ握手の手を差し出し、共に南極へ向かった。
発売前トレーラーEPISODE 3では、マーシャル・ロウの経営するレストランで、ザンギエフの隣に座っていた所、ルーファスとボブの乱闘を目撃、それをザンギエフと共に呆れて見続ける。乱闘の激しさに恐怖し二回ザンギエフに抱き着くと、店の奥に行ったボブ救援の為動く。ルーファスの入った樽を一撃で破壊すると、その様子を背後で見ていたザンギエフに感心され、彼から闘いを挑まれる。
エンディングでは、ジュリアはボブと共に豪鬼を倒した後、『箱』の未知なる力の利用を防ぐ為、研究機関に預ける事に成功する。西海岸のカフェテリアで、ジュリアは研究所に保管された『箱』の写真をボブに見せながら「箱の中身を調べるには数年かかるかもしれないが、どんな結果が出たとしても、誰にも決して悪用させない。」と決意を語る。最期に礼金の入った封筒をボブに差し出すが、彼にウインクされながら押し戻されてしまう。ボブのそんな態度に、ジュリアは思わず吹き出してしまうが「今のはちょっとカッコよかったわ」と付け足し、ボブはそれにキザなセリフを重ねてウインクするのだった。

### 『鉄拳7』
交通事故に遭ってしまった謎の女子マスクレスラー「ジェイシー」の幼馴染であるジュリアは、彼女の代役としてリングに立つが、強すぎるが故に次第に対戦相手からも嫌われてしまう。また徐々に観客からは悪役として認知されていき、ブーイングの嵐を受けるようになってしまった。やがて「ジェイシー」のマスクを脱いだジュリアは、正体がばれないよう、眼鏡をかけ髪型を変え、『森林再生プログラム』を世界に広げるための活動に従事していく。
『森林再生プログラム』を実行するには莫大な資金が必要となるため、ジュリアはクラウドファンディングで資金調達を始めるが、認知度は全く上がらなかった。そんな時、世界で『三島一八がデビルなのではないか?』というニュースが駆け巡った。これを知ったジュリアは『一八を倒せば、森林再生プログラムを世界へ一気に認知させることができる』と考え、一八を追い始めた。

## 声優
- 鶴ひろみ（『3』、『TT』）
- Cara Jones（『3』のエンディング）
- Kimberly Forsythe（『4』）
- アニー・ウッド（『5』、『6』、『TT2』の戦闘ボイス、『ストクロ』の英語、『7』の戦闘ボイス）
- ステファニー・シェー（『6』のエンディング、『TT2』の戦闘前演出と勝利ポーズとエンディングと一部戦闘ボイス、『7』の戦闘前演出と勝利ポーズとエンディングと一部戦闘ボイス）
- 吉田聖子（『ストクロ』の日本語）

## 立体化
山下しゅんやが描き下ろしたジェイシーのイラストを元に、毒島孝牧が原型製作した、BISHOUJOシリーズのフィギュア「TEKKEN美少女 JAYCEE（ジュリア・チャン）」がコトブキヤより2013年02月に発売された。

## その他の関連作品
- 鉄拳カードチャレンジ
  - 使用キャラクターの一人として登場。虎身肘、穿弓腿のカードではパンチラしている。
- デス バイ ディグリーズ
  - 客船アンフィトリテの2Fロッカールームの壁に、ジュリアのポスターが貼られている。
- 鉄漫 -TEKKEN COMIC-
  - 最終話「#11夜明けのレジェンド」で、アリサ・ボスコノビッチが回線に侵入し破壊された三島財閥とG社が所有する全軍事衛星は流れ星となり[33]、その光景を故郷で眺めるジュリアが登場した[34]。
- 鉄拳 ブラッド・ベンジェンス
  - G社において、アンナ・ウィリアムズが神谷 真 （かみや しん）のいる京國校へ送り込む候補者を選ぶ画面でジュリアが登場する。